# Polioxometalato

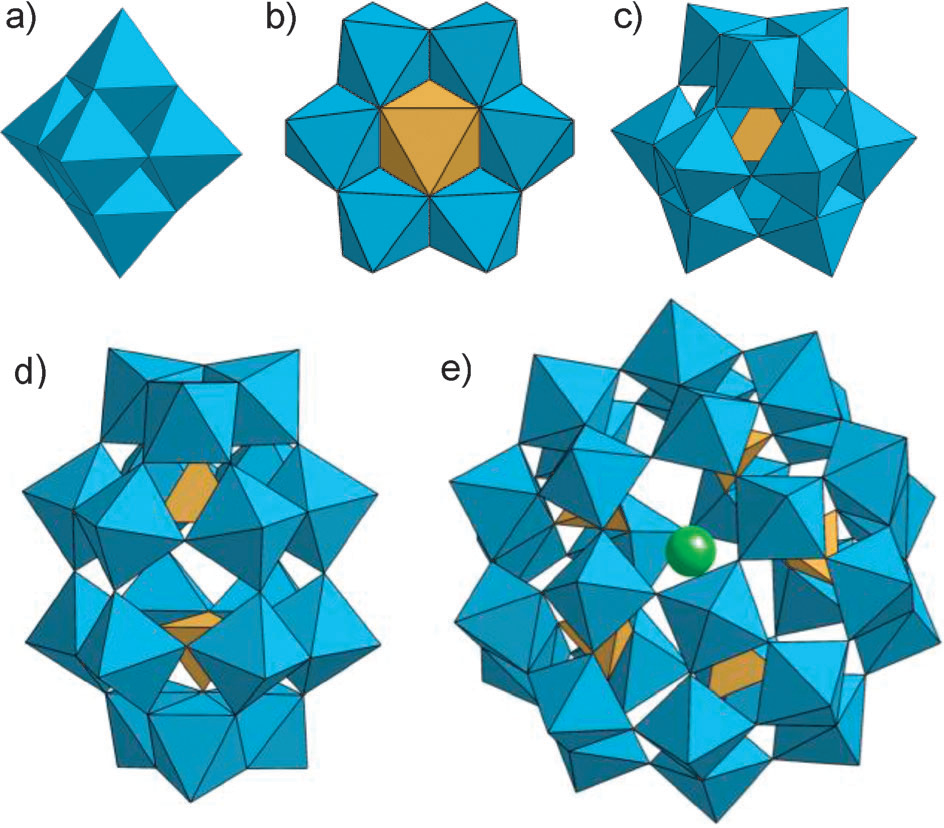
Representación poliédrica de los aniones a)Lindqvist (M_{6}O_{19}^{2-}), b)Anderson (XM_{6}O_{24}^{n-}), c)Keggin (XM_{12}O_{40}^{n-}), d)Dawson (X_{2}M_{18}O_{62}^{n-}) y e)Preyssler (NaP_{5}W_{30}O_{110}^{14-})

Los polioxometalatos (abreviado POMs) son clusters inorgánicos de carácter aniónico y están formados principalmente por oxígeno y metales de transición (M) en un alto estado de oxidación usualmente, pero no necesariamente, el más alto. Los metales más comunes en los polyoxometalatos son Mo y W, aunque también se pueden encontrar otros en menor proporción como V, Ti, Zr, etc. Aparte de estos metales, otros elementos pueden estar presentes en la estructura, son lo denominados heteroátomos (X) y habitualmente son Al, Si, P o S. Los POMs se pueden describir como fragmentos discretos de óxidos metálicos, de tamaño y forma bien definidos, formados por la reacción de condensación de complejos de coordinación, generalmente octaedros, tetraedros y pirámides de base cuadrada. Estos clústers metálicos tienen un amplio rango de propiedades físicas y químicas, pudiendo actuar como bloques de construcción de nuevos materiales.
El tamaño de los polioxometalatos varía desde los que contienen un número pequeño de centros metálicos, por ejemplo el anión tipo Lindqvist: (M6O192-), hasta los que contienen un gran número de metales como el anión tipo Preyssler: (NaP5W30O11014-) (ver figura). Existen también polioxomolibdatos gigantes que han sido ampliamente estudiados por el Prof. Achim Müller y colaboradores.
Tienen interés por sus aplicaciones prácticas, por ejemplo:
- en catálisis redox y ácido-base
- en biomedicina como inhibidores enzimáticos, como agente antirretroviral[2] y antitumoral,
- como agente precipitador de proteínas,
- en algunos procedimientos de química analítica
- en electroquímica

y como compuestos modelo para estudios de magnetoquímica. Han sido objeto de numerosos estudios teóricos con herramientas de la química cuántica.